# Darapsa
Genre
Le genre Darapsa regroupe des insectes lépidoptères de la famille des Sphingidae, de la sous-famille des Macroglossinae et de la tribu des Macroglossini.

## Systématique
Le genre Darapsa a été décrit par l'entomologiste britannique Francis Walker en 1856 
- L'espèce type pour le genre est  Darapsa choerilus (Cramer, [1779])

### Synonymie
- Otus Hübner, [1819] [2]
- Ampeloeca Rothschild & Jordan, 1903[3]

## Liste des espèces
- Darapsa choerilus (Cramer 1779)
- Darapsa myron (Cramer 1779)
- Darapsa versicolor (Harris 1839)

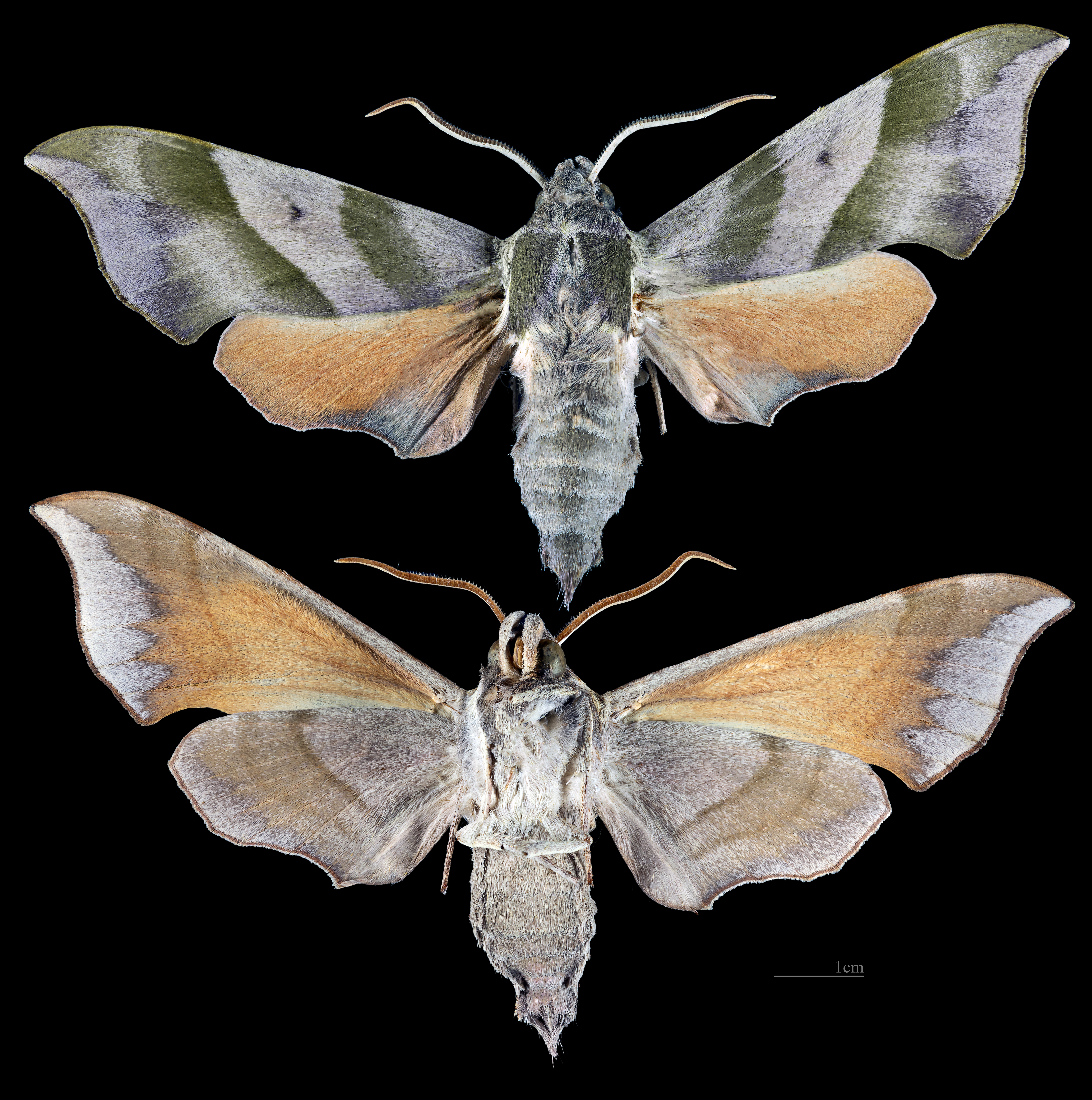
Darapsa myron